# Players (Fernsehserie)
Players ist eine US-amerikanische Fernsehserie, die von Universal Television für den US-Sender NBC  produziert wurde. Dick Wolf hat die Serie mit kreiert und war Produzent. Ice-T war einer der Hauptdarsteller. Die Erstausstrahlung erfolgte am 17. Oktober 1997 bei NBC, während die deutschsprachige Erstausstrahlung am 1. Oktober 1998 bei RTL begann.

## Hintergrund
Die Players sind Isaac „Ice“ Gregory, Alphonse Royo und Charlie O’Bannon. Die drei sind Trickbetrüger und Kleinkriminelle, die auf Bewährung sind. Ihnen wird vom FBI das Angebot gemacht, für sie zu arbeiten. Sie lehnen zunächst ab, doch dann droht man ihnen mit erneuter Gefängnisstrafe und so willigen die Drei ein.
Ihr ehemaliger Chef wird ermordet und die Kriminellen verlieren jedes Vertrauen ins FBI. Sie wollen aussteigen, doch ihnen wird erneut gedroht. So wird Special Agent Christine „Chris“ Kowalski zu ihrer direkten Vorgesetzten.

## Handlung
Ice ist der Kopf der Drei und unter anderem für die Planung zuständig. Alphonse ist der charmante Typ, wickelt Frauen um den Finger und weiß auch sonst Menschen für sich zu gewinnen. Charlie ist der Computerfreak, wird aber oft schnell nervös.
In fast jeder Folge entwirft Ice einen Plan, um den Täter auszutricksen. Häufig gehen die Drei, oder Einer von ihnen, dabei undercover. Oft scheint es so, als würde ihr Plan schiefgehen, doch am Ende ist der Täter überführt und man erfährt, dass alles so geplant war.
Am Anfang stehen die Players ihrer Chefin kritisch gegenüber, was auf Gegenseitigkeit beruht. Doch kommen sie sich immer näher und entwickeln mehr Vertrauen ineinander. Als schließlich herauskommt, dass Chris’ Freund Alphonse vergiftet hat, und der deswegen im Sterben liegt, stellt sich Chris auf die Seite der Drei und verlangt von ihrem Freund das Gegengift zu übergeben, was dieser tut.
Hinter Chris’ Rücken machen Ice, Alphonse und Charlie ab und an krumme Geschäfte. Auch um Täter zu überführen, schrecken sie nicht vor illegalen Mitteln zurück. Chris kommt manchmal dahinter, doch da die Drei eine hohe Erfolgsquote haben, deckt sie sie weiter.

## Trivia
- Die Serie wurde in Los Angeles, Kalifornien gedreht.
- Eine zweite Staffel gab es aufgrund geringer Quoten nicht.
- Ice-T ist mit Dick Wolf befreundet und hat an der Idee für die Serie mitgearbeitet.